# Wrecks we adore
Wrecks we adore is een studioalbum van de Nederlandse zangeres Trijntje Oosterhuis uit 2012. Het album is mede geschreven en geproduceerd door Anouk. Trijntje had al eerder met Anouk gewerkt als achtergrondzangeres. Vlak nadat de plannen gemaakt waren hadden Oosterhuis en Anouk al een nummer geschreven. Het mondde uit in dit album, dat in de Wisseloord Studio is opgenomen. Tevens werkte Oosterhuis samen met de Zweedse producers Tore Johansson en Martin Gjerstad. Op 11 april 2012 werd het album uitgebracht. Als voorloper op het album kwam begin april de single Happiness uit. Op 21 april 2012 kwam het album op nummer 1 in de Nederlandse Album Top 100 binnen. Later in 2012 werd bekend dat Trijntje een clubtour ging houden en verscheen Knocked out. 
Op 11 februari 2013 werd het album onderscheiden met een Edison in de categorie 'Beste zangeres'.

## Hitnotering

### NederlandseAlbum Top 100
| Hitnotering: 21-04-2012 t/m 23-03-2013 | Hitnotering: 21-04-2012 t/m 23-03-2013 | Hitnotering: 21-04-2012 t/m 23-03-2013 | Hitnotering: 21-04-2012 t/m 23-03-2013 | Hitnotering: 21-04-2012 t/m 23-03-2013 | Hitnotering: 21-04-2012 t/m 23-03-2013 | Hitnotering: 21-04-2012 t/m 23-03-2013 | Hitnotering: 21-04-2012 t/m 23-03-2013 | Hitnotering: 21-04-2012 t/m 23-03-2013 | Hitnotering: 21-04-2012 t/m 23-03-2013 | Hitnotering: 21-04-2012 t/m 23-03-2013 | Hitnotering: 21-04-2012 t/m 23-03-2013 | Hitnotering: 21-04-2012 t/m 23-03-2013 | Hitnotering: 21-04-2012 t/m 23-03-2013 | Hitnotering: 21-04-2012 t/m 23-03-2013 | Hitnotering: 21-04-2012 t/m 23-03-2013 | Hitnotering: 21-04-2012 t/m 23-03-2013 | Hitnotering: 21-04-2012 t/m 23-03-2013 |
| Week:                                  | 1                                      | 2                                      | 3                                      | 4                                      | 5                                      | 6                                      | 7                                      | 8                                      | 9                                      | 10                                     | 11                                     | 12                                     | 13                                     | 14                                     | 15                                     | 16                                     | 17                                     |
| -------------------------------------- | -------------------------------------- | -------------------------------------- | -------------------------------------- | -------------------------------------- | -------------------------------------- | -------------------------------------- | -------------------------------------- | -------------------------------------- | -------------------------------------- | -------------------------------------- | -------------------------------------- | -------------------------------------- | -------------------------------------- | -------------------------------------- | -------------------------------------- | -------------------------------------- | -------------------------------------- |
| Positie:                               | 1                                      | 1                                      | 2                                      | 6                                      | 10                                     | 20                                     | 32                                     | 27                                     | 34                                     | 25                                     | 28                                     | 32                                     | 24                                     | 33                                     | 31                                     | 34                                     | 45                                     |
| Week:                                  | 18                                     | 19                                     | 20                                     | 21                                     | 22                                     | 23                                     | 24                                     | 25                                     | 26                                     | 27                                     | 28                                     | 29                                     | 30                                     | 31                                     | 32                                     | 33                                     | 34                                     |
| Positie:                               | 63                                     | 51                                     | 20                                     | 20                                     | 21                                     | 11                                     | 11                                     | 15                                     | 14                                     | 9                                      | 15                                     | 18                                     | 17                                     | 27                                     | 33                                     | 32                                     | 34                                     |
| Week:                                  | 35                                     | 36                                     | 37                                     | 38                                     | 39                                     | 40                                     | 41                                     | 42                                     | 43                                     | 44                                     | 45                                     | 46                                     | 47                                     | 48                                     | 49                                     |                                        |                                        |
| Positie:                               | 48                                     | 37                                     | 42                                     | 47                                     | 58                                     | 80                                     | 65                                     | 80                                     | 81                                     | 43                                     | 57                                     | 85                                     | 63                                     | 61                                     | 24                                     | uit                                    |                                        |